# Chilkat Pass
Chilkat Pass är ett bergspass i Kanada.   Det ligger i provinsen British Columbia, i den västra delen av landet, 4 200 km väster om huvudstaden Ottawa. Chilkat Pass ligger 1 051 meter över havet.
Terrängen runt Chilkat Pass är kuperad åt sydväst, men åt nordost är den bergig. Trakten runt Chilkat Pass är nära nog obefolkad, med mindre än två invånare per kvadratkilometer.. Det finns inga samhällen i närheten.
Omgivningarna runt Chilkat Pass är i huvudsak ett öppet busklandskap.